# Sarah Myriam Mazouz
Pour les articles homonymes, voir Mazouz.
Ne pas confondre avec la sociologue Sarah Mazouz
Sarah Myriam Mazouz, née le 29 avril 1987 à Franceville au Gabon, est une judokate gabonaise et canadienne évoluant dans la catégorie des moins de 78 kg. Elle a évolué sous les couleurs du Canada jusqu'en 2014, combattant désormais pour le Gabon.
Elle a participé avec l'équipe nationale gabonaise de Judo aux jeux Olympiques de Rio 2016. Elle vit actuellement à Montréal. En dehors de sa carrière olympienne, elle fait partie de la troisième saison de Survivor (émission de télévision) au Québec. 

## Biographie

### Famille et enfance
Née le 29 avril 1987, à Franceville au Gabon, d’un père algéro-canadien, originaire d'Oum El Bouaghi dans les Aurès  et d'une mère originaire également de cette région.
Mariée à Ernst Laraque

### Études
Elle est titulaire d’un postdoctorat en science sociale. Sarah Myriam Mazouz a étudié   aux HEC Montréal en spécialisation comptabilité et ressources humaines, elle a eu un baccalauréat en administration des affaires. Elle est présentement au D.E.S.S. en management du sport à HEC Montréal. 

### Parcours sportif

#### Open panaméricain de 2013
Elle obtient la médaille de bronze à San Salvador à l'Open Panaméricain en 2013 sous les couleurs du Canada.

#### Championnats d’Afrique 2014
Elle a remporté la médaille d'argent à Maurice lors des Championnats d'Afrique de judo 2014. 

#### Championnats d’Afrique 2015
Elle a remporté la médaille d'argent au Gabon lors des Championnats d'Afrique de judo 2015. 

#### Championnats d’Afrique 2016
Sarah Myriam Mazouz a remporté la médaille de bronze en Tunisie lors des Championnats d'Afrique de judo 2016. 

#### Jeux olympiques de 2016
Lors des Jeux olympiques d'été de 2016, Sarah Myriam Mazouz est directement qualifiée en faisant partie des 14 meilleures judokates mondiales de sa catégorie, mais elle est éliminée par l’Anglaise Natalie Powell en seizième de finale.

### Participation avec le Gabon
| Compétition                                                    | Date             | Rang |
| -------------------------------------------------------------- | ---------------- | ---- |
| Championnats d'Afrique de judo 2020                            | 19 décembre 2020 | 2e   |
| Judo aux Jeux africains de 2019                                | 18 août 2019     | 1re  |
| Championnats d'Afrique de judo 2019                            | 27 avril 2019    | 3e   |
| Judo aux Jeux olympiques d'été de 2016 - Moins de 78 kg femmes | août 2016        | 14e  |
| Masters mondial de judo                                        | mai 2016         |      |
| Championnats d'Afrique de judo 2016                            | 8 avril 2016     | 3e   |
| Championnats panaméricains de judo                             | mars 2016        | 3e   |
| Grand Slam de Paris                                            | février 2016     |      |
| Tournoi de La Havane                                           | janvier 2016     |      |
| Tournoi de Tunis                                               | janvier 2016     | 7e   |
| Grand Slam Tokyo                                               | décembre 2015    |      |
| Oceania Open Wollongong                                        | novembre 2015    | 1re  |
| Championnats d'Afrique de judo à Port-Louis                    | novembre 2015    | 5e   |
| Grand Slam de Paris                                            | octobre 2015     |      |
| Championnats d'Europe de judo Lisbonne                         | octobre 2015     | 7e   |
| Championnats du monde de judo                                  | août 2015        |      |
| Grand Prix Ulaanbaatar                                         | juillet 2015     | 2e   |
| Championnats panaméricains de judo Edmonton                    | juin 2015        | 2e   |
| Masters Maroc                                                  | mai 2015         |      |
| Championnats d'Afrique d'athlétisme                            | avril 2015       | 2e   |
| Championnats panaméricains de judo Buenos Aires                | mars 2015        | 2e   |
| Pan American Open Montevideo                                   | mars 2015        | 2e   |
| Championnats panaméricains de judo Santiago                    | mars 2015        | 3e   |
| Championnats d'Afrique de judo Tunis                           | janvier 2015     | 5e   |
| Grand Slam Tokyo                                               | décembre 2014    |      |
| Tournoi de Jeju                                                | novembre 2014    | 5e   |
| Championnats d'Afrique de judo à Port Louis                    | novembre 2014    | 3e   |
| Championnats du monde de judo à Tcheliabinsk                   | août 2014        |      |
| Championnats d'Afrique d'athlétisme                            | avril 2014       | 2e   |

### Participation avec le Canada
| Compétition             | Date         | Rang |
| ----------------------- | ------------ | ---- |
| Open panaméricain       | mars 2014    | 3e   |
| Tournoi de Montevideo   | mars 2014    | 3e   |
| Tournoi de Casablanca   | janvier 2014 | 5e   |
| Open panaméricain       | mars 2013    | 2e   |
| Open panaméricain       | juin 2013    | 3e   |
| Tournoi de Miami        | juin 2013    |      |
| Open panaméricain       | mars 2013    |      |
| Tournoi de Montevideo   | mars 2013    | 5e   |
| Tournoi de San Salvador | mai 2012     | 3e   |
| Open panaméricain       | mai 2012     | 5e   |

### Palmarès
| Compétition                                    | Date          | Médaille                    |
| ---------------------------------------------- | ------------- | --------------------------- |
| Championnat d'Afrique à Antananarivo           | décembre 2020 | Médaille d'argent, Afrique  |
| Jeux africains à Rabat                         | août 2019     | Médaille d'or, Afrique      |
| Championnat d'Afrique à Cap                    | avril 2019    | Médaille de bronze, Afrique |
| Championnat d'Afrique à Tunis                  | avril 2016    | Médaille de bronze, Afrique |
| Tournoi de Wollongong en Australie             | novembre 2015 | Médaille d'or               |
| Grand prix d'Ulaanbaatar                       | juillet 2015  | Médaille d'argent           |
| Open panaméricain de Salvador                  | Juin 2015     | Médaille d'argent           |
| Championnat d'Afrique de Libreville            | 2015          | Médaille d'argent, Afrique  |
| Open panaméricain de Buenos Aires en Argentine | mars 2015     | Médaille d'argent           |
| Open panaméricain de Santiago au Chili         | mars 2015     | Médaille d'argent           |
| Open panaméricain de Montevideo en Uruguay     | mars 2015     | Médaille d'argent           |
| Championnat d'Afrique de Port-Louis            | 2014          | Médaille d'argent, Afrique  |
| Open panaméricain de Port-Louis -Île Maurice   | novembre 2014 | Médaille de bronze          |